# Stopa sześcionogów

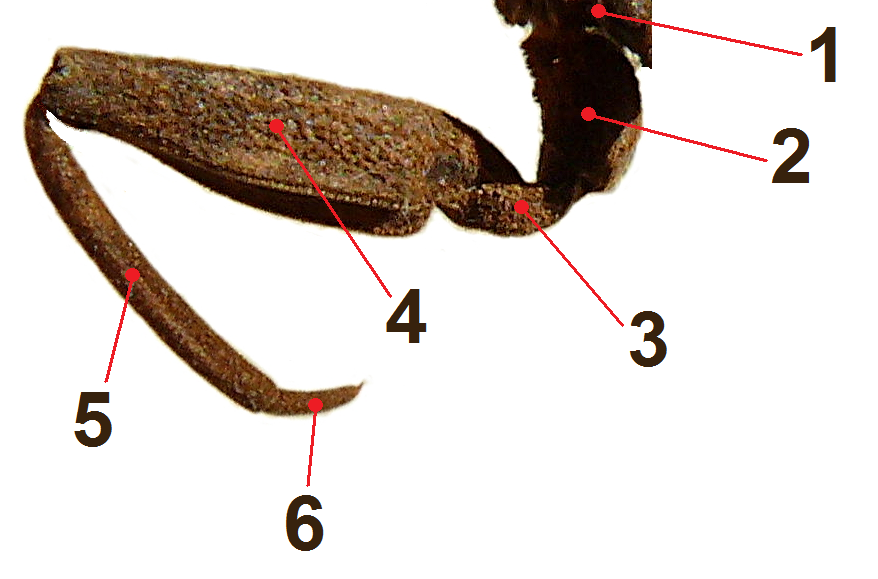
Odnóże chwytne płoszczycy szarej. Stopa oznaczona cyfrą 6

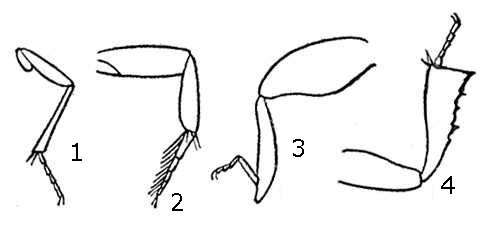
Porównanie budowy nóg chrząszczy; 1: odnóże bieżne, 2: odnóże pływne, 3: odnóże skoczne, 4: odnóże grzebne

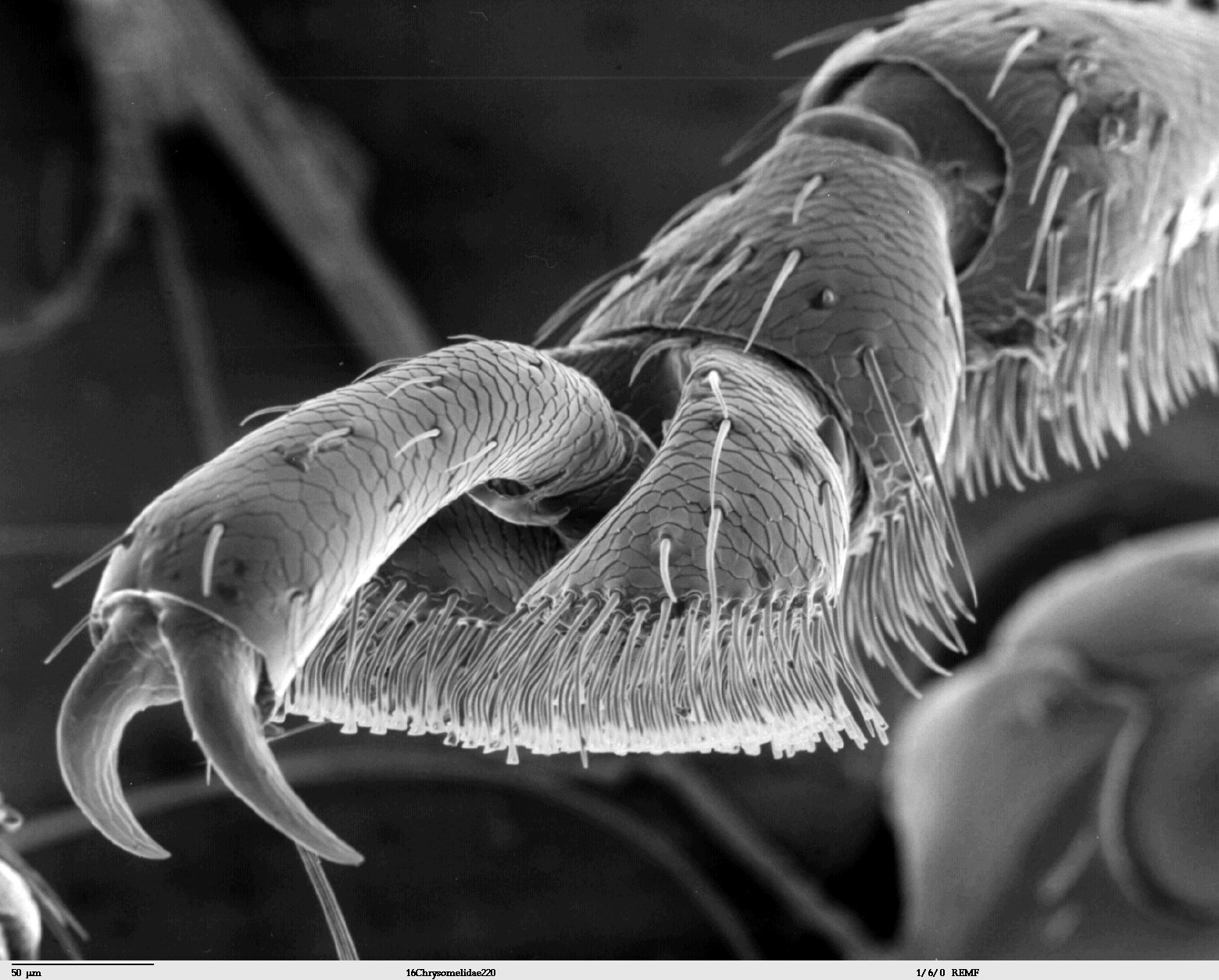
Szczytowa część stopy chrząszcza z rodziny stonkowatych

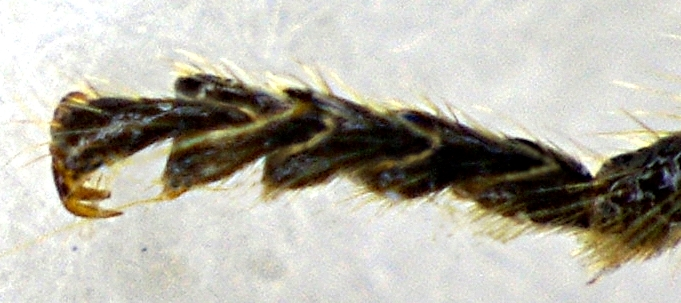
Stopa Tillus elongatus

Stopa (łac. tarsus, l. mn. tarsi) – u sześcionogów (owadów i skrytoszczękich) człon odnóża położony między golenią a przedstopiem.
Stopę przedniego odnóża określa się jako protarsus, środkowego jako mesotarsus, a tylnego jako metatarsus (nie mylić z nadstopiem).
Pierwotnie stopa sześcionogów stanowi pojedynczy człon, odpowiadający propoditowi skorupiaków. Jednoczłowa stopa występuje u pierwogonków, niektórych skoczogonków i większości larw owadów o przeobrażeniu zupełnym (takson skrytoskrzydłych). W pozostałych przypadkach stopa dzieli się wtórnie na subsegmenty, zwane tarsomerami. Ich liczba waha się od 2 do 5. Połączenia między nimi są błoniaste, pozwalając na ruch względem siebie, jednak wewnątrz samej stopy brak jest umięśnienia.
Liczba tarsomerów może być wtórnie zredukowana poprzez zlewanie się ich ze sobą lub zanik niektórych z nich. Przypuszczalnie dla dorosłych owadów uskrzydlonych pierwotna jest stopa pięcioczłonowa. U szarańczowatych pierwszy człon stopy powstaje przez zlanie się ze sobą trzech pierwszych tarsomerów. W procesie ewolucji redukcja liczby członów stóp może następować jednocześnie na wszystkich odnóżach lub stopniowo: najpierw na jednej parze, potem na kolejnej. Liczba członów stóp na poszczególnych parach nóg odgrywa istotną rolę w oznaczaniu np. niektórych chrząszczy i pluskwiaków różnoskrzydłych i określana jest za pomocą wzoru zwanego tarsal formula. Liczba ta może być różna u samca i samicy, stanowiąc przejaw dymorfizmu płciowego. Czasem liczba obserwowanych tarsomerów może nie odpowiadać ich faktycznej liczbie, np. u stonkowatych i kózkowatych człon czwarty jest drobny i ukryty wewnątrz rozszerzonego członu trzeciego.
Niekiedy cała stopa jest silnie zredukowana albo całkiem zanikła. Może być też być zespolona z golenią w stopogoleń (tibiotarsus). 
U prostoskrzydłych i karaczanów na spodzie tarsomerów występują poduszeczkowate euplantulae.
W przypadku odnóży pływnych, występujących u Hydradephaga i pluskwiaków wodnych, stopa jest opatrzona szczecinkami pływnymi oraz spłaszczona. Największy stopień spłaszczenia osiąga u rodzajów Gyrinus i Belostoma. Ponadto w grupach tych zaznacza się tendencja do powiększania stopy kosztem goleni. U wielu grup stopa jest największym członem odnóża.
U niektórych owadów, np. pszczołowatych, pierwszy człon stopy jest powiększony i tworzy nadstopie (basitarsus, metatarsus).